# Governació de Zaghouan
La governació o wilaya de Zaghouan (àrab: ولاية زغوان, wilāyat Zaḡwān) és una divisió administrativa de primer nivell de Tunísia situada al nord del país, al sud de la governació de Tunis. Limita també amb les governacions de Ben Arous, Manouba, Ariana, Sussa, Kairuan, Siliana i Béja. La capital és la ciutat de Zaghouan.
Té una superfície de 2.820 km² i una població aproximada de 167.200 habitants (163.000, l'any 2005).

## Orografia
A la governació hi ha tres embassaments i les aigües subterrànies de la capa freàtica hi són molt importants.

## Economia
Tradicionalment agrícola, darrerament s'ha industrialitzat i actualment el 22% de la població activa es dedica a la pagesia i el 28% a la indústria. El 36% ho fa als serveis.
L'agricultura disposa de 271.000 hectàrees de les quals 186 s'aprofiten intensament i produeixen, sobretot, olives, mel i productes lactis.
Hi ha nou zones industrials: Zaghouan, Nova zona de Zaghouan, Estació de Bir M'cherga, Ciutat de Bir M'cherga, Jebel Oust, Nova zona de Jebel Oust, Hammam Zriba, El Fahs i Ennadhour (a més està planificada la zona industrial de Zriba).

## Organització administrativa
La governació fou creada el 24 de maig de 1973 amb el nom de governació de Tunis Sud, i ampliada el 1976, quan va prendre el nom de governació de Zaghouan. El 1981 una part de la governació fou incorporada a la governació de Tunis Nord (o governació de Tunis i suburbis) per formar la governació de Tunis.
El seu codi geogràfic és 16 (ISO 3166-2:TN-12).

### Delegacions
Està dividida en sis delegacions o mutamadiyyes i 48 sectors o imades:
- Zaghouan (16 51)
  - Zaghouan Ville (16 51 51)
  - Zaghouan Nord (16 51 52)
  - Zaghouan Sud (16 51 53)
  - Bir Halima (16 51 54)
  - Mograne (16 51 55)
  - Jimla (16 51 56)
  - El Aïtha (16 51 57)
  - Oued Erremel (16 51 58)
  - Oued Ezzit (16 51 59)
- Ez-Zeriba (16 52)
  - El Jouf Est (16 52 51)
  - El Jouf Ouest (16 52 52)
  - Ez-Zeriba Hammam Sud (16 52 53)
  - Ez-Zriba Hammam Nord (16 52 54)
  - Ez-Zeriba Village (16 52 55)
  - Bou Achir (16 52 56)
  - Jeradou (16 52 57)
  - Aïn El Batria (16 52 58)
- Bir Mcherga (16 53)
  - Bir M’chergua (16 53 51)
  - Bir M’chergua Gare (16 53 52)
  - Daleïl El Arous (16 53 53)
  - Smenja (16 53 54)
  - Jebel Oust (16 53 55)
  - Aïn Essafsaf (16 53 56)
  - Boucha (16 53 57)
  - Aïn Asker (16 53 58)
- El Fahs (16 54)
  - Banlieu d’El Fahs (16 54 51)
  - Jouguar (16 54 52)
  - Bir Magra (16 54 53)
  - Oum El Abouab (16 54 54)
  - Ouled Ezzouabi (16 54 55)
  - El Fahs (16 54 56)
  - Ed-Droua (16 54 57)
  - El Ghrifet (16 54 58)
  - Bent Saïdane (16 54 59)
  - El Amiem Nord (16 54 60)
  - El Amiem Sud (16 54 61)
  - Oued El Khadhra (16 54 62)
  - Telil Essalhi (16 54 63)
- En-Nadhour (16 55)
  - En Nadhour (16 55 51)
  - Aïn El Batthoum (16 55 52)
  - Saouar (16 55 53)
  - Bir Chaouch (16 55 54)
  - Sougas (16 55 55)
- Saouaf (16 56)
  - Saouef Est (16 56 51)
  - Saouef Ouest (16 56 52)
  - El Hamira (16 56 53)
  - Deghafia Est (16 56 54)
  - Deghafia Ouest (16 56 55)

### Municipalitats
Està dividida en vuit municipalitats o baladiyyes:
- Zaghouan (16 11)
- Ez-Zeriba (16 12)
- Bir Mchergua (16 13)
- Jebel Oust (16 14)
- El Fahs (16 15)
- En-Nadhour (16 16)
- Saouaf (16 17)
- El Amaiem (16 18)